# Mohamed Koffi
Mohamed Koffi (* 30. prosince 1986, Abidžan, Pobřeží slonoviny) je fotbalový obránce z Burkiny Faso původem z Pobřeží slonoviny, který v současné době hraje v egyptském klubu Zamalek SC. Je také reprezentantem Burkiny Faso.

## Klubová kariéra
Rodák z Abidžanu Mohamed Koffi zahájil svou fotbalovou kariéru ve francouzském Olympique de Marseille. V létě 2006 přestoupil do egyptského klubu ze Suezu Petrojet FC.

## Reprezentační kariéra
V seniorské reprezentaci Burkiny Faso debutoval v roce 2006. Zúčastnil se Afrického poháru národů 2010 v Angole, kde Burkina Faso nepostoupila ze základní skupiny B; a Afrického poháru národů 2012 v Gabonu a Rovníkové Guineji, kde burkinafaský národní tým skončil v základní skupině B na posledním čtvrtém místě bez zisku bodu. Na Africkém poháru národů 2013 v Jihoafrické republice se s týmem probojoval až do finále proti Nigérii, které Burkina Faso prohrála poměrem 0:1.

Zúčastnil se i Afrického poháru národů 2015 v Rovníkové Guineji.